# Stenodrina
Stenodrina is een geslacht van vlinders van de familie uilen (Noctuidae), uit de onderfamilie Hadeninae.

## Soorten
- S. aeschista Boursin, 1937
- S. agramma Brandt, 1938
- S. eudiopsis Boursin, 1960
- S. paupera Christoph, 1855